# Nils Nilsson (talman)
Nils Nilsson, (ibland Nils Silenius), död 1664, var borgarståndets talman och Stockholms borgmästare.
Nilsson var oppositionsman under drottning Kristinas regering, han var berest i utlandet samt var väl övad i bokliga konster och "andra lofliga excertier", då han valdes till rådsförvant i Stockholm 18 april 1643.
1651 skrevs adligt sköldebrev för honom, han hade då sedan 10 augusti 1648 varit handelsborgmästare i Stockholm och uppges ha "i kort förvekne tid" fått sig anförtrott vicepresidentsämbetet i Åbo. Han valdes 20 december samma år av magistraten till herredagsman. Hans tilltänkta upptagande i det adliga ståndet kom icke till verkställighet, vare sig hindret, såsom uppgetts, låg i hans egen vägran att av de dåvarande maktinnehavarna mottaga ett till återtjänster förbindande nådevedermäle eller i yppat motstånd mot saken, och i Åbo hovrätt gjorde han tydligen aldrig sitt inträde, vilket torde ha berott på hans obenägenhet att avlägsnas från Stockholm och från det politiska inflytande hans ämbetsställning gav honom vid riksdagarna.
Nilsson, som i egenskap af borgmästare i Stockholm hade utsetts till borgarståndets talman vid riksdagarna 1649 och 1650 samt (utskottsmötet) 1651. Under 1650 års riksdag anförde han tillsammans med stadsskrivaren Nils Skunk borgarståndet i de ofrälses yrkande på reduktion och övriga märkliga rörelser mot adelsväldet, och han var ännu borgmästare i Stockholm, då han i slutet av 1651 invecklades i den ryktbara messeniska rättegången. Under denna gjordes från de anklagades sida den bekännelsen, att Nilsson varit bland de män, med vilka de haft förgripliga samtal om det politiska tillståndet i landet och som uttalat önskningar om en regementsförändring till förmån för Karl X Gustav. Nilsson uppkallades till förhör och hölls några dagar i fängsligt förvar, men kunde mot sitt nekande ej öfverbevisas om straffbara förseelser och lössläpptes mycket snart, troligen i samband med den jäsning den populäre borgmästarens fängslande framkallat bland huvudstadens borgerskap. Uppgiften, att han avsatts från borgmästarämbetet är grundlös, han avgick 3 juni 1652 från sitt borgmästarämbete.
2 juli 1655 utnämnde Karl X Gustav honom till assessor i Svea hovrätt. Han tycks ha avlidit 1664, ty i april detta år upphör hans namn att återfinnas under hovrättens domar.  Han dödsdatum var sannolikt 21 maj 1664 och han begravdes 11 juni i Jakobs kyrka. Nilssons barn antog efternamnet Holmström, ett av dessa var skalden 
Israel Holmström.